# Étienne Périer
Étienne Périer (Bruxelles, 11 dicembre 1931 – Le Plan-de-la-Tour, 21 giugno 2020) è stato un regista cinematografico belga.

## Filmografia

### Cinema
- Bernard Buffet - cortometraggio (1956)
- Bobosse (1959)
- Assassinio a 45 giri (Meurtre en 45 tours) (1960)
- Ponte verso il sole (Bridge to the Sun) (1961)
- La congiura dei dieci - versione inglese (1962)
- Dis-moi qui tuer (1965)
- Des garçons et des filles (1967)
- Hot-line (Le Rouble à deux faces) (1968)
- Ora zero: operazione oro (When Eight Bells Toll) (1971)
- Zeppelin (1971)
- La sedia a rotelle (Un meurtre est un meurtre) (1972)
- Cadavere di troppo (La Main à couper) (1974)
- Una donna due passioni (La Part du feu) (1978)
- Un si joli village... (1979)
- Venezia rosso sangue (Rouge Venise) (1989)

### Televisione
- La confusion des sentiments - film TV (1981)
- Louisiana - film TV (1984) - non accreditato
- L'ordre - film TV (1985)
- La dérapade - film TV (1985)
- La garçonne - film TV (1988)
- À la vie, à l'amour - film TV (1991)
- La vérité en face - film TV (1993)
- Il commissario Maigret (Maigret) - serie TV, 1 episodio (1993)
- Balle perdue - film TV (1994)
- Samson le magnifique - film TV (1995)
- La rumeur - film TV (1997)
- Le dernier fils - film TV (1998)
- Que reste-t-il... - film TV (2000)
- Table rase - film TV (2004)